# Angela Scanlon
Pour les articles homonymes, voir Scanlon.
Vous pouvez aider à l'améliorer ou bien discuter des problèmes sur sa page de discussion.
- La traduction est incomplète. (Marqué depuis juin 2017)

Angela Scanlon  (née le 29 décembre 1983) est une journaliste et présentatrice irlandaise pour la RTÉ et la BBC.

## Filmographie
| Année   | Titre                             | Rôle                         | Canal                    |
| ------- | --------------------------------- | ---------------------------- | ------------------------ |
|         | Off the Rails                     |                              |                          |
|         | Xposé                             |                              |                          |
|         | Next Week's News                  | Intervenante                 |                          |
| 2012-13 | The Movie Show                    | Journaliste                  | RTÉ                      |
| 2012    | The Love Clinic                   | Journaliste                  |                          |
| 2014    | Oi Ginger!                        | Présentatrice                |                          |
| 2014    | Angela Scanlon: Full Frontal      | Présentatrice                | RTÉ2                     |
| ?—      | Getaways                          | Présentatrice                | BBC Northern Ireland/RTÉ |
| 2015    | The Voice UK                      | Présentatrice en ligne       | BBC Online               |
| 2015—   | The One Show                      | Journaliste et présentatrice | BBC One                  |
| 2016—   | Robot Wars                        | Co-présentatrice             | BBC Two                  |
| 2016    | Angela Scanlon's Close Encounters | Présentatrice                | BBC Three                |
| 2016    | Trump's Unlikely Superfans        | Présentatrice                | BBC Three                |